# Ophelia agulhana
Ophelia agulhana är en ringmaskart som beskrevs av Francis Day 1961. Ophelia agulhana ingår i släktet Ophelia och familjen Opheliidae. Inga underarter finns listade i Catalogue of Life.